# Edt bei Lambach
Edt bei Lambach – gmina w Austrii, w kraju związkowym Górna Austria, w powiecie Wels-Land. Liczy 2037 mieszkańców (1 stycznia 2015).